# Aldo Carotenuto
Aldo Carotenuto (Nápoles, 25 de enero de 1933 - Roma, 13 de febrero de 2005) fue un psicoanalista y escritor italiano, profesor en la Universidad de Roma "La Sapienza" y uno de los máximos exponentes de Carl Gustav Jung a nivel internacional.

## Biografía
Nacido en Nápoles en 1933, estudió por primera vez en su ciudad natal, luego se trasladó a Turín completando allí sus estudios. Posteriormente se trasladó a los Estados Unidos, donde asistió a la Escuela de psicología experimental en la New School for Social Research de Nueva York. Allí se convirtió en miembro de la American Psychological Association (APA).
De vuelta en Italia, obtuvo la cátedra de Psicología de la personalidad en la Universidad de Roma "La Sapienza", donde continuó sus estudios, especialmente en el pensamiento de Carl Gustav Jung, prosiguiendo con su trabajo como analista. Ha publicado numerosos ensayos sobre temas relacionados con sus estudios: el mito, la cultura occidental, la historia de la psicología, la psicología analítica, la relación entre analista y paciente, las emociones, la creatividad.
También ha producido varios libros de texto universitarios, que se utilizan tanto en sus cursos en la Facultad de Psicología de la "Sabiduría" como en otras universidades. Ha contribuido a la difusión del pensamiento junguiano. Una de sus obras Diario di una segreta simmetria (Diario de una secreta simetría) (1980) se convirtió en una película dirigida por Roberto Faenza, Prendimi l'anima, donde se describe la relación entre Carl Gustav Jung y Sabina Spielrein, su paciente y luego psicoanalista en la Unión Soviética.

## Obra
- Gli istinti nell'uomo (en colaboración con G. V. Caprara, A. De Coro), Venezia, Marsilio, 1976
- Senso e contenuto della psicología analitica, Torino, Boringhieri, 1977 (nueva edición revisada 1990)
- Jung e la cultura italiana, Roma, Astrolabio, 1977
- Psiche e inconscio, Venezia, Marsilio, 1978
- Psicología della liberazione, Milano, Moizzi, 1979
- La scala che scende nell'acqua. Storia di una terapia analitica, Torino, Boringhieri, 1979
- Diario di una segreta simmetria. Sabina Spielrein tra Jung e Freud, Roma, Astrolabio, 1980 (nueva edición revisada y ampliada 1999)
- Il labirinto verticale, Roma, Astrolabio, 1981
- Discorso sulla metapsicologia, Torino, Boringhieri, 1982
- L'autunno della coscienza, Torino, Boringhieri, 1985
- La colomba di Kant. Transfert e controtransfert nella relazione analitica, Milano, Bompiani, 1986
- Eros e pathos. Margini dell'amore e della sofferenza, Milano, Bompiani, 1987
- La nostalgia della memoria. Il paziente e l'analista, Milano, Bompiani, 1988
- La chiamata del Daimon. Gli orizzonti della verità e dell'amore in Kafka, Milano, Bompiani, 1989
- Le rose nella mangiatoia. Metamorfosi e individuazione nell'Asino d'oro di Apuleio, Milano, Raffaello Cortina, 1990
- Amare Tradire. Quasi un'apología del tradimento, Milano, Bompiani, 1991
- Trattato di psicología della personalità e delle differenze individuali, Milano, Raffaello Cortina, 1991
- Integrazione della personalità, Milano, Bompiani, 1992
- Trattato di psicología analitica (a cura di), Torino, UTET, 1992
- Dizionario Bompiani degli psicologi contemporanei (a cura di), Milano, Bompiani, 1992
- I sotterranei dell'anima, Milano, Bompiani, 1993
- Riti e miti della seduzione, Milano, Bompiani, 1994
- Jung e la cultura del XX secolo, Milano, Bompiani, 1995
- La strategia di Peter Pan, Milano, Bompiani, 1995
- Le lacrime del male, Milano, Bompiani, 1996
- La mia vita per l'inconscio, Roma, Di Renzo, 1996
- Il fascino discreto dell'orrore, Milano, Bompiani, 1997
- L'eclissi dello sguardo, Milano, Bompiani, 1997
- Lettera aperta a un apprendista stregone, Milano, Bompiani, 1998.
- Vivere la distanza, Milano, Bompiani, 1998.
- Attraversare la vita, Milano, Bompiani, 1999.
- Breve storia della psicoanalisi, Milano, Bompiani, 1999.
- Il fondamento della personalità, Milano, Bompiani, 2000.
- Pensare l'invisibile (con Edoardo Boncinelli), Milano, Bompiani, 2000
- L'ultima Medusa, Milano, Bompiani, 2001
- L'anima delle donne, Milano, Bompiani, 2001
- Il gioco delle passioni. Dinamiche dei rapporti amorosi, Milano Bompiani, 2002.
- Freud. Il perturbante, Milano, Bompiani, 2002.
- Nel mondo dei sogni, Roma, Di Renzo, 2003
- L'ombra del dubbio. Amleto nostro contemporáneo, Milano, Bompiani, 2003
- Il tempo delle emozioni, Milano, Bompiani, 2003
- Oltre la terapia psicológica, Milano, Bompiani, 2004
- La forza del male, Milano, Bompiani, 2004